# Beat Flach
Pour les articles homonymes, voir Flach.
Beat Flach, né le 21 janvier 1965 à Berne (originaire de Maur) est une personnalité politique suisse du canton d'Argovie, membre des Vert'libéraux.
Il siège au Conseil national depuis 2011.

## Biographie
Beat Flach naît le 21 janvier 1965 à Berne. Il est originaire de Maur, dans le canton de Zurich.
Il fait d'abord un apprentissage de matelot de la navigation intérieure sur le Rhin, puis devient juriste. Il travaille pour la Société des ingénieurs et des architectes et comme enseignant à la Haute École spécialisée des Grisons.
Il est marié et père d'un enfant, né avec un problème génétique. Il habite à Auenstein.

## Parcours politique
Beat Flach est l'un des membres fondateurs du parti cantonal argovien des Vert'libéraux en 2008[réf. nécessaire].
Il siège au Grand Conseil du canton d'Argovie de mars 2009 à novembre 2011.
Il est élu au Conseil national en 2011 et réélu en 2015 et 2019. Il est membre de la Commission des affaires juridiques (CAJ), de la Commission de l'environnement, de l'aménagement du territoire et de l'énergie (CEATE) depuis 2021, de la Commission de la politique de sécurité (CPS) de 2011 à 2021 et de la Commission judiciaire de 2011 à 2015.
Il est le parlementaire ayant fait le plus usage de son temps de parole lors de la 51e législature, avec 699 minutes. Il est réélu en 2023.
Il se présente également au Conseil des États en 2015 et 2019, mais sans succès.

### Positionnement politique
Jugé globalement centriste et se présentant lui-même comme un représentant du centre progressiste, il est plutôt de gauche sur les questions environnementales, la politique relative aux étrangers et la politique européenne, soutenant en particulier l'accord institutionnel avec l'Union européenne. Il a en revanche des positions de droite sur les questions sociales.